# Daniel Simmes
Daniel Simmes (* 12. August 1966 in Dortmund) ist ein ehemaliger deutscher Fußballspieler und aktueller -trainer.

## Karriere
Simmes begann bei SV Urania Lütgendortmund Fußball zu spielen und wechselte bald darauf zu DJK Karlsglück Dorstfeld, ehe er 1979 zu Borussia Dortmund kam. Ab 1988 spielte er für den Karlsruher SC in der Fußball-Bundesliga. Insgesamt war er von 1984 bis 1991 166 Mal in der höchsten deutschen Spielklasse aktiv. Zudem bestritt er zwischen 1986 und 1987 drei Spiele für die deutsche U-21 Fußballnationalmannschaft.
Mit einem Sololauf über 70 Meter erzielte der Stürmer am 5. Oktober 1984 im Spiel des BVB gegen Bayer 04 Leverkusen das Tor des Jahres. Er ist damit mit 18 Jahren der bisher jüngste Torschütze des Jahres.
Berti Vogts, damals DFB-Nachwuchstrainer, versprach ihm zu dieser Zeit, dass er ihn zum Nationalspieler machen wolle, wenn er Bundestrainer ist. Dazu kam es nie.
Im Oktober 1990 machte Simmes als Spieler des Karlsruher SC eine folgenschwere Aussage: „Die Fans machen mich fertig, lachen mich bei jeder Ballberührung aus. Das hat keinen Sinn mehr.“ Simmes spielte danach nie wieder in der Bundesliga. Er spielte Mitte der 1990er-Jahre für die Regionalligisten Alemannia Aachen und den Wuppertaler SV. Grund für seinen Abstieg war ein angeborener Herzfehler, durch den er an Herzrhythmusstörungen litt, die seinen Kreislauf beeinträchtigten. Diese Ursache wurde jedoch erst nach seiner aktiven Karriere im Jahr 2003 von belgischen Ärzten festgestellt. Seine Situation beschreibt er mit den Worten: „Ich war immer so abgeschlafft. Vor jedem Spiel habe ich mich immer gefühlt, als hätte ich schon neunzig Minuten in den Beinen.“
Nach dem Ende seiner Laufbahn als aktiver Spieler 2003 war er zunächst als Trainer der U14-Mannschaft von RSC Anderlecht tätig. Seit 2009 trainierte er die U15-Jugend bei Lierse SK. Nach einer Zwischenstation als Trainer des KV Turnhout in der Saison 2011/2012, übernahm er anschließend die erste Mannschaft des Lierske SK. Zwischen 2013 und 2015 erhielt Simmes keinen festen Trainervertrag mehr, zeichnete aber für 14 Spiele als Co-Trainer unter Oliver Guillou verantwortlich. Dabei holte er mit der Mannschaft in der Saison 2015/2016 den nationalen Fußballpokal und in der Super-League den zweiten Platz. Anschließend war er bis August 2019 vertragslos und übernahm dann als Trainer die U-18-Mannschaft von OH Leuven. Zum Juni 2021 beendete Simmes auch dieses Engagement und nahm vorerst keine weiteren Trainerstationen mehr an.

## Erfolge
- U-16-Europameister 1984